# Davor
Davor je moško osebno ime.

## Izvor imena
Ime Davor je skrajšana različica moškega osebnega imena Davorin.

## Pogostost imena
Po podatkih Statističnega urada Republike Slovenije je bilo na dan 31. decembra 2007 v Sloveniji število moških oseb z imenom Davor: 1.197. Med vsemi moškimi imeni pa je ime Davor po pogostosti uporabe uvrščeno na 149. mesto.

## Osebni praznik
V koledarju je ime Davor zapisano skupaj z Davorinom oziroma Martinom; god praznuje 11. novembra.